# Bantzenheim
Bantzenheim település Franciaországban, Haut-Rhin megyében. Lakosainak száma 1624 fő (2022. január 1.). Bantzenheim Rumersheim-le-Haut, Chalampé, Ottmarsheim, Battenheim és Munchhouse községekkel határos.

## Népesség
A település népességének változása:
| Lakosok száma | 1641 | 1637 | 1657 | 1608 | 1594 | 1594 | 1605 | 1618 | 1624 |
|               | 2013 | 2015 | 2016 | 2017 | 2018 | 2019 | 2020 | 2021 | 2022 |